# Serica assequens
Serica assequens är en skalbaggsart som beskrevs av Ahrens och Fabrizi 2009. Serica assequens ingår i släktet Serica och familjen Melolonthidae. Inga underarter finns listade i Catalogue of Life.